# Serra de Collserola

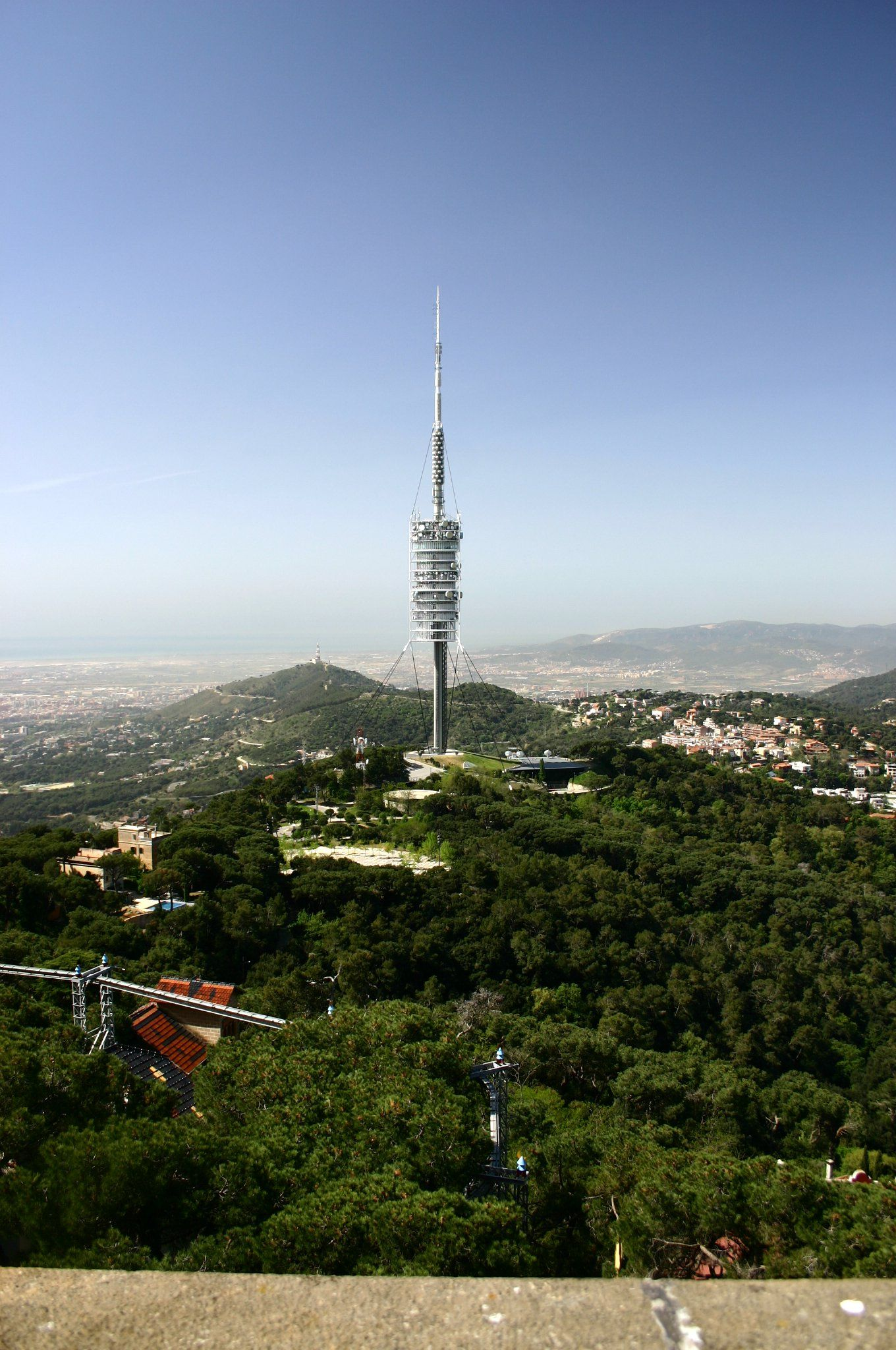
Torre de Collserola

De Serra de Collserola (Spaans: Sierra de Collserola) is onderdeel van de Catalaanse bergketen Cordillera Litoral. Het is de scheiding tussen de stad Barcelona en de vallei Vallès Occidental. Het hoogste punt is de 512 meter hoge heuvel Tibidabo.
Om de natuur van de Serra de Collserola te behouden werd het in 1987 een officieel park - Parc de Collserola geheten - van meer dan 8.000 hectare. Het park wordt onderhouden door de gemeente van Barcelona en de omliggende voorsteden van die stad, Cerdanyola del Vallès, Esplugues de Llobregat, Sant Cugat del Vallès en Sant Feliu de Llobregat.
Op de heuvel Vilana, 445 meter hoog, staat de Torre de Collserola, een telecommunicatiemast van 268 meter die werd gebouwd ter gelegenheid van de Olympische Zomerspelen 1992 in Barcelona en die werd ontworpen door de Britse architect Norman Foster.